# Rudy Tomjanovich
Rudolph Tomjanovich, detto Rudy (Hamtramck, 24 novembre 1948), è un ex cestista e allenatore di pallacanestro statunitense, professionista nella NBA.
È membro del Naismith Memorial Basketball Hall of Fame dal 2020 in qualità di allenatore.

## Carriera

### Giocatore
Negli anni al college di Michigan disputò tre stagioni folgoranti, e nell'ultima in particolare una media molto notevole di 30,1 punti e 15,7 rimbalzi a partita. Al Draft NBA 1970 fu uno dei prospetti più interessanti in assoluto, venendo scelto con la seconda chiamata dai San Diego Rockets. Dopo la prima stagione da rookie, disputata su livelli mediocri, la franchigia dei Rockets si trasferì nel Texas, andando a creare gli odierni Houston Rockets. Da allora le prestazioni di Tomjanovich migliorarono moltissimo, e già al suo secondo anno aveva triplicato il numero di punti segnati (15,0) e raddoppiato quello di rimbalzi catturati (11,8). Nel 1974 conseguì il suo definitivo primato in carriera, mantenendo la media di 24,5 punti per partita. Da questa stagione Rudy venne annoverato nell'élite della NBA e venne convocato a disputare 5 NBA All-Star Game.

### "Il pugno"
Il 9 dicembre 1977, durante una partita svoltasi tra i Rockets e i Los Angeles Lakers al Forum, si creò una rissa a seguito di crescenti scorrettezze da parte di entrambe le squadre. Tomjanovich, ritenuto da tutti un peacekeeper, mentre correva a centrocampo per sedare l'ennesimo diverbio tra Kareem Abdul-Jabbar, Kevin Kunnert e Kermit Washington ricevette un improvviso quanto violentissimo pugno al volto da parte di quest'ultimo. Tale gesto, ritenuto l'episodio più drammatico nella storia dell'NBA e il cui tonfo venne percepito addirittura dal pubblico più distante, costò a Tomjanovich la frattura del setto nasale, dello zigomo, lo spostamento della mandibola e una commozione cerebrale. La forza dell'impatto fece rientrare le ossa del cranio di 8 millimetri: Tomjanovich dovette così subire tre interventi chirurgici, saltò le 53 partite successive e vide inevitabilmente parzialmente compromessa la sua successiva carriera.
Nell'estate del 1981, dopo aver appena raggiunto le finali NBA (perse contro i Boston Celtics per 4-2), si ritirò dopo 768 partite disputate. Le sue media in carriera sono di 17,4 punti e 8,1 rimbalzi con il 50% al tiro su azione.

### Allenatore
Nel 1991 Tomjanovich venne nominato capo allenatore degli Houston Rockets, carica che ricoprirà per 12 stagioni consecutive. Rudy organizzò per tutti gli anni '90 la squadra intorno alla figura di Hakeem Olajuwon, giocatore di grande carisma e tecnica sopraffina, per molti il centro più dominante di sempre. Nel corso della lunga gestione Tomjanovich Houston si confermò ripetutamente fra le squadre più vincenti della lega, fondando una dinasty che a metà del decennio scalò i play-off fino alla vittoria di 2 titoli NBA (1994 e 1995).
Nel biennio 1998-2000 è stato coach della nazionale di pallacanestro statunitense. Nel 1998 ai mondiali disputati in Grecia, condusse la nazionale alla medaglia di bronzo, allenando un roster di giocatori statunitensi di medio livello che giocavano prevalentemente in Europa, con pochissima esperienza NBA: dopo aver vinto perso una sola partita nei gironi preliminari, Team Usa vinse di misura con l'Italia nei quarti di finale (80-77), per poi essere sconfitti in semifinale dalla Russia per 66-64. Nella finale per il bronzo gli Usa sconfissero i padroni di casa della Grecia. Nel 2000 vinse invece la medaglia d'oro alle Olimpiadi di Sydney, battendo in finale la Francia 85-75, allenando una squadra di alto livello, di cui facevano parte cestisti come Jason Kidd, Kevin Garnett, Gary Payton e Alonzo Mourning, vincendo tutte le 8 partite del torneo olimpico, benché con una facilità meno irrisoria di quella mostrata delle precedenti edizioni di Barcellona 1992 e Atlanta 1996. Nella stagione 2004-05 è stato per metà stagione alla guida della panchina dei Los Angeles Lakers, rimpiazzato da Frank Hamblen.

## Statistiche

### Giocatore
| Anno      | Squadra           | PG  | PT | MP   | TC%  | 3P%  | TL%  | RP   | AP  | PRP | SP  | PP   |
| --------- | ----------------- | --- | -- | ---- | ---- | ---- | ---- | ---- | --- | --- | --- | ---- |
| 1970-1971 | San Diego Rockets | 77  | -  | 13,8 | 38,3 | -    | 65,2 | 4,9  | 0,9 | -   | -   | 5,3  |
| 1971-1972 | Houston Rockets   | 78  | -  | 34,5 | 49,5 | -    | 72,3 | 11,8 | 1,5 | -   | -   | 15,0 |
| 1972-1973 | Houston Rockets   | 81  | -  | 36,7 | 47,8 | -    | 74,6 | 11,6 | 2,2 | -   | -   | 19,3 |
| 1973-1974 | Houston Rockets   | 80  | -  | 40,3 | 53,6 | -    | 84,8 | 9,0  | 3,1 | 1,1 | 0,8 | 24,5 |
| 1974-1975 | Houston Rockets   | 81  | -  | 38,7 | 52,5 | -    | 79,0 | 7,6  | 2,9 | 0,9 | 0,3 | 20,7 |
| 1975-1976 | Houston Rockets   | 76  | -  | 36,9 | 51,7 | -    | 76,7 | 8,4  | 2,4 | 0,5 | 0,2 | 18,5 |
| 1976-1977 | Houston Rockets   | 81  | -  | 38,6 | 51,0 | -    | 83,9 | 8,4  | 2,1 | 0,7 | 0,3 | 21,6 |
| 1977-1978 | Houston Rockets   | 23  | -  | 36,9 | 48,5 | -    | 75,3 | 6,0  | 1,4 | 0,7 | 0,2 | 21,5 |
| 1978-1979 | Houston Rockets   | 74  | -  | 35,7 | 51,7 | -    | 76,0 | 7,7  | 1,9 | 0,6 | 0,2 | 19,0 |
| 1979-1980 | Houston Rockets   | 62  | -  | 29,6 | 47,6 | 27,8 | 80,3 | 5,8  | 1,8 | 0,5 | 0,2 | 14,2 |
| 1980-1981 | Houston Rockets   | 52  | -  | 24,3 | 46,7 | 23,5 | 79,3 | 4,0  | 1,6 | 0,4 | 0,1 | 11,6 |
| Carriera  | Carriera          | 768 | -  | 33,5 | 50,1 | 26,2 | 78,4 | 8,1  | 2,0 | 0,7 | 0,3 | 17,4 |

#### Playoffs
| Anno     | Squadra         | PG | PT | MP   | TC%  | 3P%  | TL%  | RP  | AP  | PRP | SP  | PP   |
| -------- | --------------- | -- | -- | ---- | ---- | ---- | ---- | --- | --- | --- | --- | ---- |
| 1975     | Houston Rockets | 8  | -  | 38,0 | 56,3 | -    | 83,3 | 8,0 | 2,9 | 0,1 | 0,5 | 23,0 |
| 1977     | Houston Rockets | 12 | -  | 38,1 | 50,5 | -    | 78,4 | 5,4 | 2,0 | 0,6 | 0,3 | 20,3 |
| 1979     | Houston Rockets | 2  | -  | 32,0 | 39,1 | -    | 40,0 | 7,0 | 1,0 | 0,5 | 0,5 | 10,0 |
| 1980     | Houston Rockets | 7  | -  | 26,4 | 37,5 | 14,3 | 69,2 | 5,7 | 1,4 | 0,3 | 0,0 | 8,3  |
| 1981     | Houston Rockets | 8  | -  | 3,9  | 11,1 | 0,0  | 66,7 | 0,8 | 0,0 | 0,0 | 0,0 | 0,8  |
| Carriera | Carriera        | 37 | -  | 28,1 | 48,9 | 10,0 | 77,1 | 5,1 | 1,6 | 0,3 | 0,2 | 13,8 |

### Allenatore
| Stagione | Squadra         | Regular Season | Regular Season | Regular Season | Regular Season | Regular Season            | Post Season                                                   |
| Stagione | Squadra         | V              | P              | % V            | G              | Posizione finale          | Post Season                                                   |
| -------- | --------------- | -------------- | -------------- | -------------- | -------------- | ------------------------- | ------------------------------------------------------------- |
| 1991-92  | Houston Rockets | 16             | 14             | 53,3           | 30             | 3º nella Midwest Division | Manca i play-off                                              |
| 1992-93  | Houston Rockets | 55             | 27             | 67,1           | 82             | 1º nella Midwest Division | Sconfitto alle Semifinali di Conference dai SuperSonics (3-4) |
| 1993-94  | Houston Rockets | 58             | 24             | 70,7           | 82             | 1º nella Midwest Division | Campione NBA                                                  |
| 1994-95  | Houston Rockets | 47             | 35             | 57,3           | 82             | 3º nella Midwest Division | Campione NBA                                                  |
| 1995-96  | Houston Rockets | 48             | 34             | 58,5           | 82             | 3º nella Midwest Division | Sconfitto alle Semifinali di Conference dai SuperSonics (0-4) |
| 1996-97  | Houston Rockets | 57             | 25             | 69,5           | 82             | 2º nella Midwest Division | Sconfitto alle Finali di Conference dai Jazz (2-4)            |
| 1997-98  | Houston Rockets | 41             | 31             | 50,0           | 82             | 4º nella Midwest Division | Sconfitto al Primo Round dai Jazz (2-3)                       |
| 1998-99  | Houston Rockets | 31             | 19             | 62,0           | 50             | 3º nella Midwest Division | Sconfitto al Primo Round dai Lakers (1-3)                     |
| 1999-00  | Houston Rockets | 34             | 48             | 41,5           | 82             | 6º nella Midwest Division | Manca i play-off                                              |
| 2000-01  | Houston Rockets | 45             | 37             | 54,9           | 82             | 2º nella Midwest Division | Manca i play-off                                              |
| 2001-02  | Houston Rockets | 28             | 54             | 34,1           | 82             | 5º nella Midwest Division | Manca i play-off                                              |
| 2002-03  | Houston Rockets | 43             | 39             | 52,4           | 82             | 5º nella Midwest Division | Manca i play-off                                              |
| 2004-05  | L.A. Lakers     | 24             | 19             | 55,8           | 43             | -                         | -                                                             |
|          | Carriera        | 527            | 416            | 55,9           | 943            |                           |                                                               |

## Palmarès

### Giocatore
- NCAA AP All-America Second Team (1970)
- 5 volte NBA All-Star (1974, 1975, 1976, 1977, 1979)

### Allenatore
- Campionato NBA: 2

Houston Rockets: 1994, 1995
- Allenatore all'NBA All-Star Game (1997)